# (1031) Arctica
Pour les articles homonymes, voir Arctica.
(1031) Arctica est un astéroïde de la ceinture principale découvert le 6 juin 1924 par l'astronome russe Sergueï Beljawsky. Sa désignation provisoire était 1924 RR.